# Château de Brolles
Le château de Brolles est une demeure du XIXe siècle située à Bois-le-Roi (Seine-et-Marne), en France.

## Situation et accès
L’édifice est situé au no 34 de l'avenue Alfred-Roll, au nord-ouest de Bois-le-Roi (anciennement, dans le hameau de Brolles). Plus largement, il se trouve dans le département de Seine-et-Marne, en région Île-de-France.

## Histoire

### Hameau de Brolles
Auparavant, Brolles est un hameau distinct mais dépendant de Bois-le-Roi. Son nom, Brolles ou Brezolles, désigne un lieu planté de broussailles (brolium). Il a été connu pour ses ânes et ses fagots comme l'en atteste un acte de 1222 à l'occasion d'un échange fait entre les moines de Saint-Père et le roi Philippe-Auguste. Ces terres sont alors sous l'influence seigneuriale des Tappereau.
Une légende prétend qu'un tunnel sous la Seine aurait existé à cet endroit, ce qui est invraisemblable au vu des moyens de l'époque et de la difficulté d'en creuser un. On sait également que dans ce hameau existait un temple protestant où les Suisses, de service au château de Fontainebleau, venaient suivre les offices.
Au fil du temps, Brolles change d'aspect et devient le séjour préféré d'artistes et d'écrivains. Sur l'emplacement de simples chaumières sont bâties des maisons de campagne.

### Construction
En 1862, alors sous le Second Empire, Abel Laurent, agent de change à Paris, fonde cette imposante demeure. Le coût des constructions s'élève à un million de francs.

### Ventes

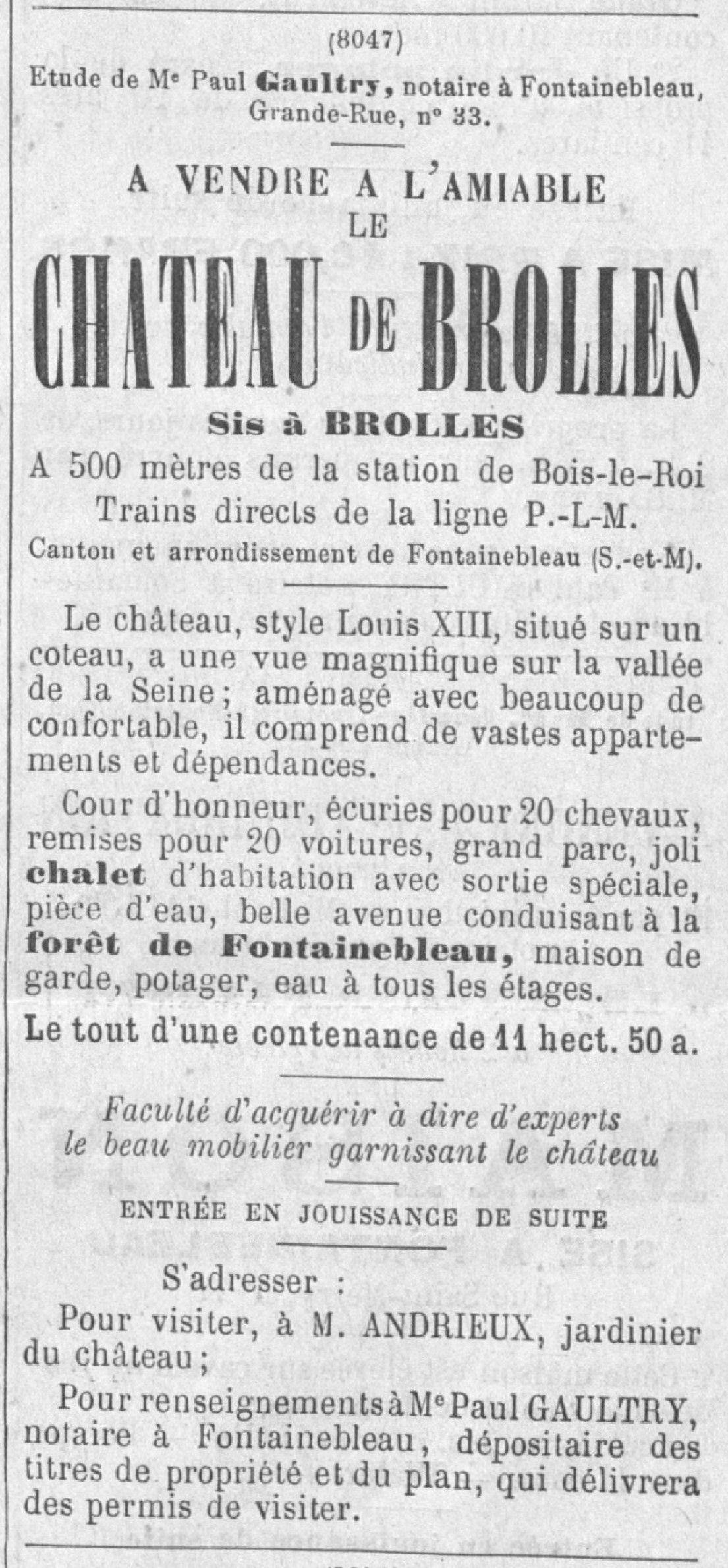
Annonce de vente parue dans le journal L'Abeille de Fontainebleau du 19 mai 1893.

Le château est mis en vente dans les années 1890 pour 200 000 francs. Son adjudication a lieu le 12 juin. Le château fait par la suite l'objet d'une location par la famille Lebaudy qui faute de possibilité l'abrège en 1899, le domaine ayant été entre-temps vendu à Millon d'Ailly de Verneuil, syndic des agents de change.

### Sanatorium
Pendant les années 1960 le château de Brolles était converti en sanatorium qui accueillait les enfants, jusqu'en 1979 date à laquelle il fut converti en maison de rééducation fonctionnelle infantile.[réf. nécessaire]

### Centre de rééducation fonctionnelle infantile
Par la suite et jusqu'à nos jours, l'édifice accueille un centre de rééducation fonctionnelle infantile (CRFI). Dans les années 2000, l'internat pour enfants est délocalisé afin que le centre puisse subir quelques travaux pour mise en conformité avec les exigences de la commission de sécurité.

## Structure
Le château est de style néo Louis XIII.

Vues de façades
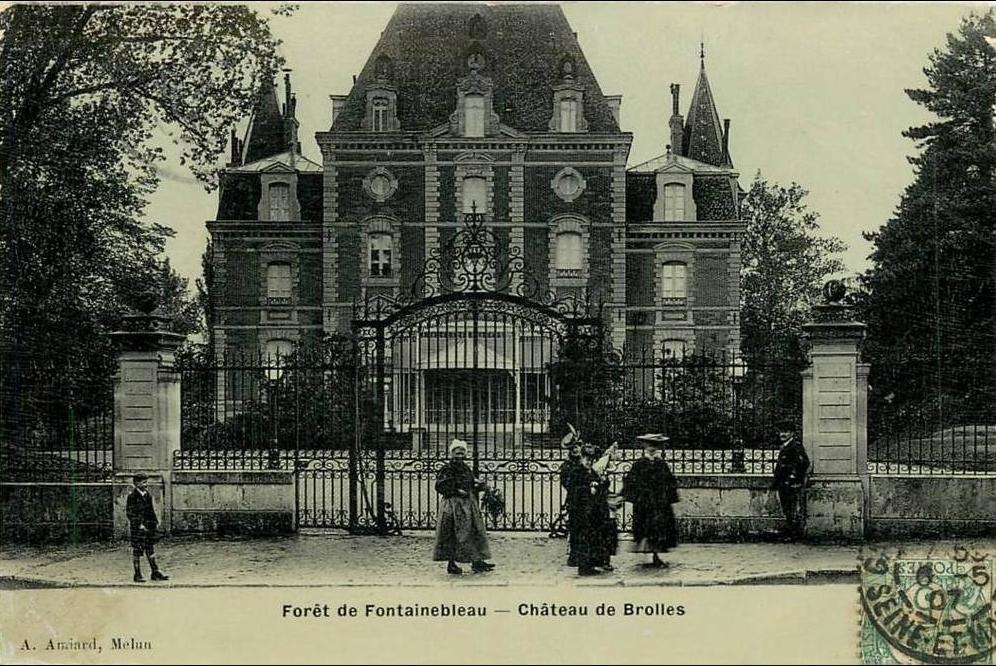
Façade sud, au tournant du XXe siècle.
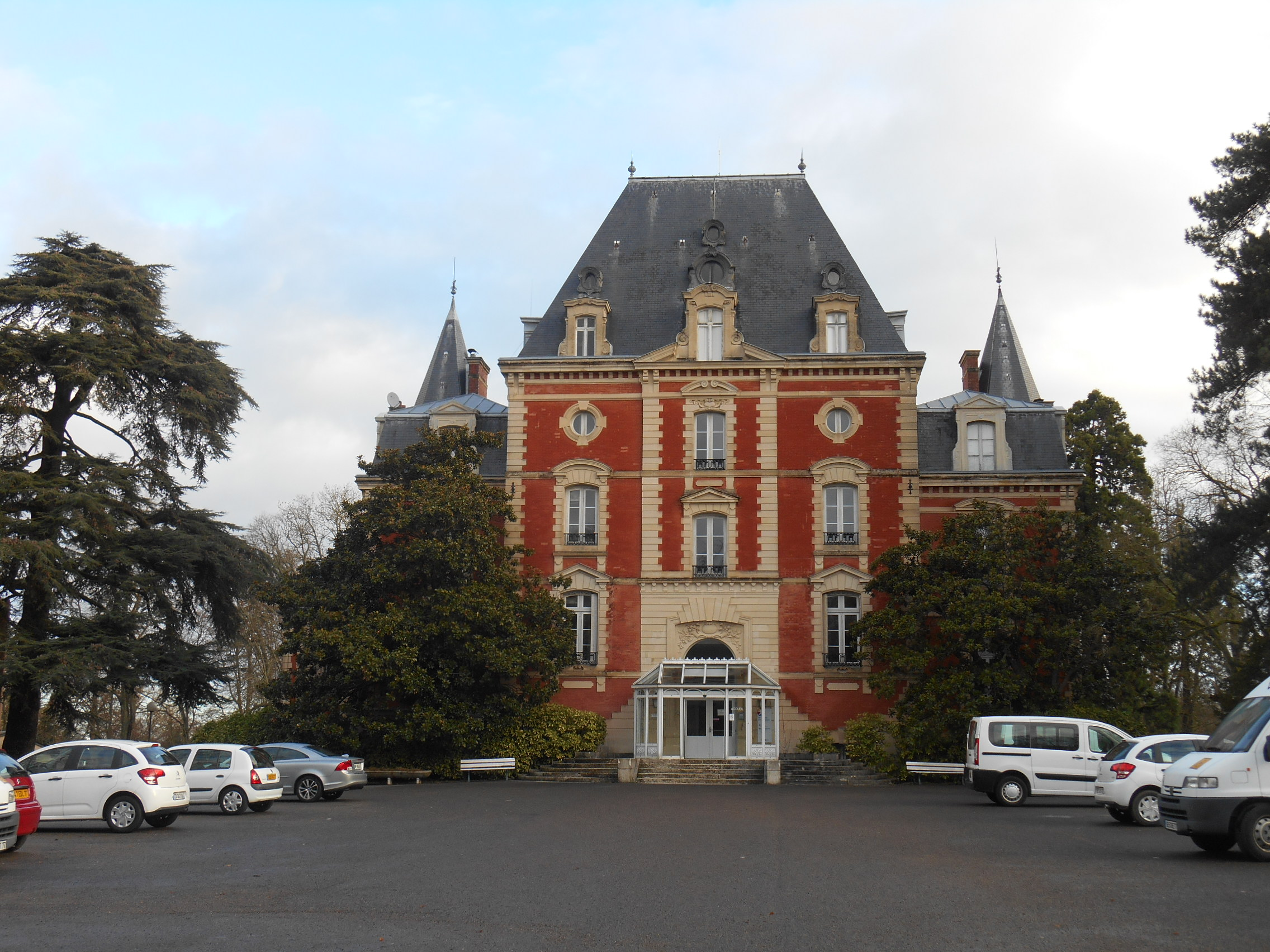
Façade sud, au XXIe siècle.
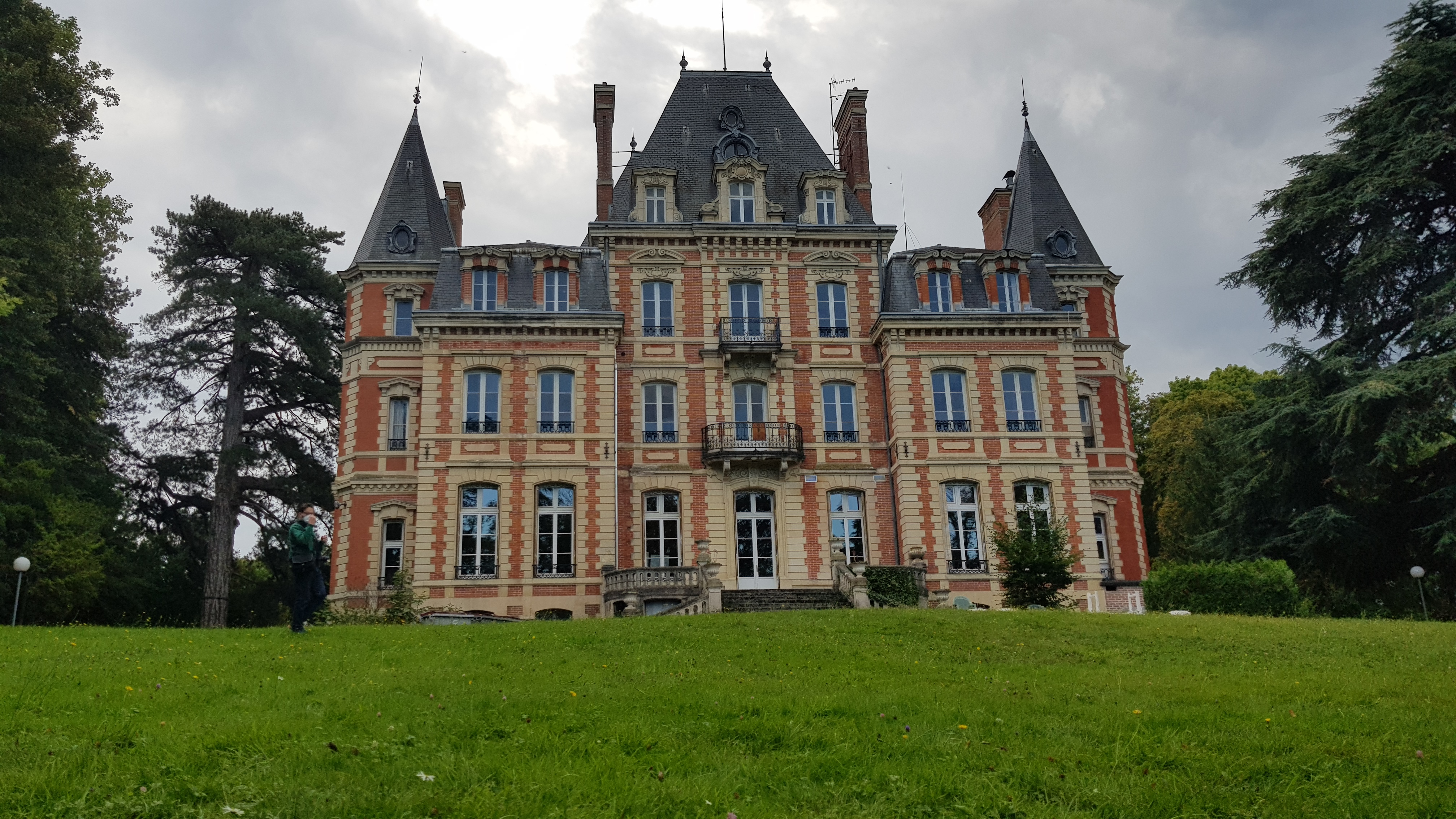
Façade nord, en septembre 2021.